# Olinguito
Bassaricyon neblina, popularmente conhecido como Olinguito, é um mamífero do gênero Bassaricyon. Faz parte da família Procyonidae, que inclui espécies como o Guaxinim, Quati e Mão-pelada. As espécies de Bassaricyon utilizam os estratos mais altos do dossel. Parecem não ocorrer, ou ocorrer raramente, em florestas perturbadas ou ambientes antropizados. São noturnos e arborícolas. São considerados solitários pela maioria dos autores. São onívoros, alimentando-se de frutos, flores, néctar, invertebrados e pequenos vertebrados, apesar destes últimos dois itens serem proporcionalmente pouco importantes. A gestação do gênero é de aproximadamente 2,5 meses, e normalmente uma única prole é produzida.

## Descoberta
O Olinguito foi descrito em agosto de 2013, por Kristofer Helgen, curador do setor de mamíferos do Museu Nacional de História Natural do Instituto Smithsoniano, durante um estudo sistemático de revisão do gênero Bassaricyon. As análises envolveram o exame de espécimes identificados como olingos de vários museus. Alguns eram menores, com cabelos mais longos, cor de pelagem diferente, características craniodentais distintas e foram encontrados em altitudes mais altas do que a maioria dos outros olingos. O estudo determinou que essa linhagem era geneticamente distinta, tendo se separado de outros membros do gênero ~ 3,5 milhões de anos atrás e havia sido classificada erroneamente em coleções de museus por pelo menos 100 anos. É a primeira descrição de uma nova espécie da ordem Carnivora nas Américas desde a descoberta da Doninha Colombiana (Mustela felipei) em habitats semelhantes na mesma região dos Andes, há mais de três décadas.
Os cientistas acreditam que um olinguito foi exibido em vários zoológicos dos EUA entre 1967 e 1976. Seus tratadores o confundiram com um olingo e não conseguiam entender por que ele não se reproduzia. Ele foi enviado para vários zoológicos, mas morreu sem ser devidamente identificado.

## Características
O Olinguito é a menor espécie de Bassaricyon, tanto no tamanho do crânio quanto do corpo, sendo, portanto, em média, o menor procyonídeo vivo (correspondido apenas por indivíduos pequenos de Bassariscus astutus). Informações de ocorrências simpátricas e de criações em cativeiro demonstram que o Olinguito, B. neblina, é reprodutivamente isolado de outras espécies de Bassaricyon e constitui claramente uma “espécie biológica” distinta. Tem um único par de mamas e provavelmente cria um filhote de cada vez. Os olinguitos são muito semelhantes aos olingos, mas são menores, têm caudas e orelhas menores, um focinho mais redondo e pelo castanho mais escuro e abundante. Ele possui, em média, 35 centímetros de comprimento e 900 gramas.

## Habitat e comportamento
A distribuição registrada de B. neblina compreende as florestas húmidas e montanhosas (florestas nubladas), de 1 500 a 2 750 m, no norte dos Andes, ao longo das encostas oeste e leste dos Andes ocidentais da Colômbia e Equador, e ao longo das encostas oeste e oriental dos Andes Centrais da Colômbia. Acredita-se, por observações em campo, que esta espécie seja noturna, arbórea e solitária e que tem uma dieta predominantemente frugívora.

## Conservação
Uma análise dos habitats apropriados sugere que cerca de 42% do alcance potencial do animal já foi desmatado. Embora a espécie não esteja em risco iminente, com base nas estimativas geográficas de um alcance total de 40 760 Km² e na perda projetada de habitat devido ao desmatamento, esta espécie recebeu recentemente o status da IUCN de “Quase Ameaçado”.